# 法照寺 (杉並区)
法照寺（ほうしょうじ）は、東京都杉並区にある浄土真宗本願寺派の寺院。

## 概要
創建年代は不明である。元々は相模国鎌倉に位置し、天台宗の寺院であった。その後、浄土真宗本願寺派に転宗したと推測される。
1590年（天正18年）に武蔵国豊島郡湯島（現・東京都文京区本郷）に移転し、同宗派の西本願寺が浜町御坊（後の築地本願寺）を建立すると、1621年（元和7年）に浜町御坊の寺中に入った。その後昭和初期までは、築地本願寺とともに歴史を歩んだ。
1923年（大正12年）の関東大震災で焼失し、1928年（昭和3年）に築地本願寺から分かれて現在地に移転した、その後も1945年（昭和20年）の空襲で罹災している。度々火事に遭っているが、幸いにも土蔵は無事だったので、什器類は現在も残っている。

## 墓所
- 市川團蔵（歌舞伎役者）

初代・二代目・三代目の合葬墓である。
- 寶山左衛門（歌舞伎の長唄囃子方）

二代目と三代目が葬られている。
- 江口夜詩・江口浩司（作曲家）

江口浩司建立の家族墓である。

## 交通アクセス
- 下高井戸駅より徒歩5分。